# Diego Ortiz
Diego Ortiz (Toledo, 1510 – Roma, 1576) è stato un compositore, musicologo e gambista spagnolo del XVI secolo.
Si conosce molto poco della sua vita e si ignorano la data ed il luogo preciso della sua morte. Sappiamo comunque che nacque a Toledo intorno al 1510 e probabilmente morì a Napoli circa nel 1570.

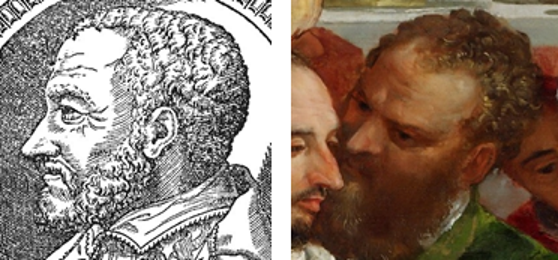
Ritratti di Diego Ortiz dal suo "Trattato di glosse" (a sinistra) e da "Le Nozze di Cana" del Veronese (a destra) secondo viola gambista non identificato.

Nel 1553 visse nel Viceregno di Napoli e cinque anni più tardi, nel 1558, assunse le funzioni di maestro di cappella nella cappella napoletana del Viceré.
Il 10 dicembre 1553 pubblicò a Roma il Tratado de Glosas, che contiene vari brani per viola da gamba con accompagnamento di clavicembalo; si tratta di elaborazioni su alcune melodie e composizioni note all'epoca; quest'opera presenta grande importanza per lo sviluppo della musica strumentale. Pubblicò successivamente, sempre in Italia, questa volta a Venezia, una raccolta di brani polifonici sacri.
Un recente studio (Lafarga, Chafer, Navalón e Alejano 2017, 41–59) suggerisce che Diego Ortiz avrebbe potuto servire da modello per il famoso dipinto di Paolo Caliari Veronese "Le nozze di Cana" (1563) basato sull'ensemble strumentale rappresentato dal pittore, la data di edizione del secondo libro di Ortiz Musices liber primus a Venezia, le ripetute confusioni (Hagen e Hagen 2001, 157) e le errate attribuzioni nella letteratura (Lafarga, Chafer, Navalón, e Alejano 2017, cap. 6, tabella I) su questo personaggio raffigurato e la sorprendente somiglianza del personaggio dipinto con il ritratto riconosciuto del musicista nella sua opera del 1553.
Recenti scoperte rivelano che, dopo il suo servizio alla corte napoletana spagnola, il Maestro di Cappella apparve, come "famigliare", nella corte dei Colonna a Roma, almeno dall'aprile 1572 al settembre 1576 (Morucci 2018, 22, 37n18).